# Фрейре (Чили)
Фрейре (исп. Freire) — город в Чили. Административный центр одноимённой коммуны. Население — 5388 человек (2002). Город и коммуна входит в состав провинции Каутин и области Араукания .
Территория коммуны — 935,2 км². Численность населения — 27 130 жителей (2007). Плотность населения — 29,01 чел./км².

## Расположение
Город расположен в 25 км на юг от административного центра области города Темуко.
Коммуна граничит:
- на севере — c коммунами Падре-Лас-Касас, Вилькун
- на востоке — с коммуной Кунко
- на юго-востоке — c коммуной Вильяррика
- на юге — c коммуной Питруфкен
- на западе — c коммунами Теодоро-Шмидт, Нуэва-Империаль

## Демография
Согласно сведениям, собранным в ходе переписи Национальным институтом статистики, население коммуны составляет 27 130 человек, из которых 14 096 мужчин и 13 034 женщины.
Население коммуны составляет 2,89 % от общей численности населения области Араукания. 68,21 % относится к сельскому населению и 31,79 % — городское население.

### Важнейшие населенные пункты коммуны
- Фрейре (город) — 5388 жителей
- Кепе(поселок) — 2241 житель